# Henrique (ur. 1994)
Henrique Silva Milagres (ur. 25 kwietnia 1994 w Rio de Janeiro) – brazylijski piłkarz występujący na pozycji obrońcy. Wychowanek Vasco da Gama. Były młodzieżowy reprezentant Brazylii.